# Ostlig liten bonit
Ostlig liten bonit (Euthynnus affinis) är en fiskart som först beskrevs av Cantor, 1849.  Ostlig liten bonit ingår i släktet Euthynnus och familjen makrillfiskar. IUCN kategoriserar arten globalt som livskraftig. Inga underarter finns listade i Catalogue of Life.